# Kostel Nejsvětější Trojice (Staré Sedlo)
Kostel Nejsvětější Trojice je římskokatolický, v minulosti farní kostel ve Starém Sedle v okrese Sokolov v Karlovarském kraji. Kostel byl navržen k zapsání do seznamu kulturních památek.

## Historie
Ve Starém Sedle stávala nejspíše již koncem 15. století gotická kaple Nejsvětější Trojice. Kaple stála naproti současnému kostelu, v místech pozdějšího hřbitova. Je uváděna v literatuře poprvé roku 1512. Se stavbou kostela se započalo roku 1711. Kostel byl vysvěcen roku 1720. Při velkém požáru obce 4. září 1861 zasáhl oheň kostel i faru. Po požáru byl kostel v havarijním stavu, většina vybavení kostela byla zničena. Během roku byl však kostel opraven, 25.  srpna 1862 zavěšeny tři nové zvony a kostel nově vysvěcen 8. prosince 1862. S velkou slávou připravovalo Staré Sedlo biřmovací mši, kterou měl celebrovat kardinál František de Paula Schönborn. Ten se však nachladil a po krátké nemoci zemřel 25. června 1899 na zápal plic na sokolovském zámku. V únoru 1990 shodila vichřice kříž z věže kostela. Nový kříž byl vyroben až roku 2002, slavnostně vysvěcen 2. října 2002 a 30. října téhož roku umístěn na věž.

## Architektura
Kostel je raně barokní jednolodní obdélná stavba. Ve starší literatuře se píše o pseudogotické stavbě, nejspíše proto, že v některých částech se uplatnily gotizující prvky. Kostel je ukončený půlkruhovým presbytářem, rovněž původní okna byla zakončena půlkruhově. Obdélná je sakristie na jižní straně. Loď je členěna plochými pilastry a kryta stropem na fabionu, presbytář je sklenut lunetovou klenbou na přípory. Kruchtu podpírají čtyři sloupy s antikizujícími hlavicemi. Původní věž byla roku 1906 z důvodu špatného stavu stržena. Roku 1914 ji nahradila samostatná hranolová věž přistavěná k průčelí kostela. Věž byla zakončena barokní cibulovou bání.

## Interiér

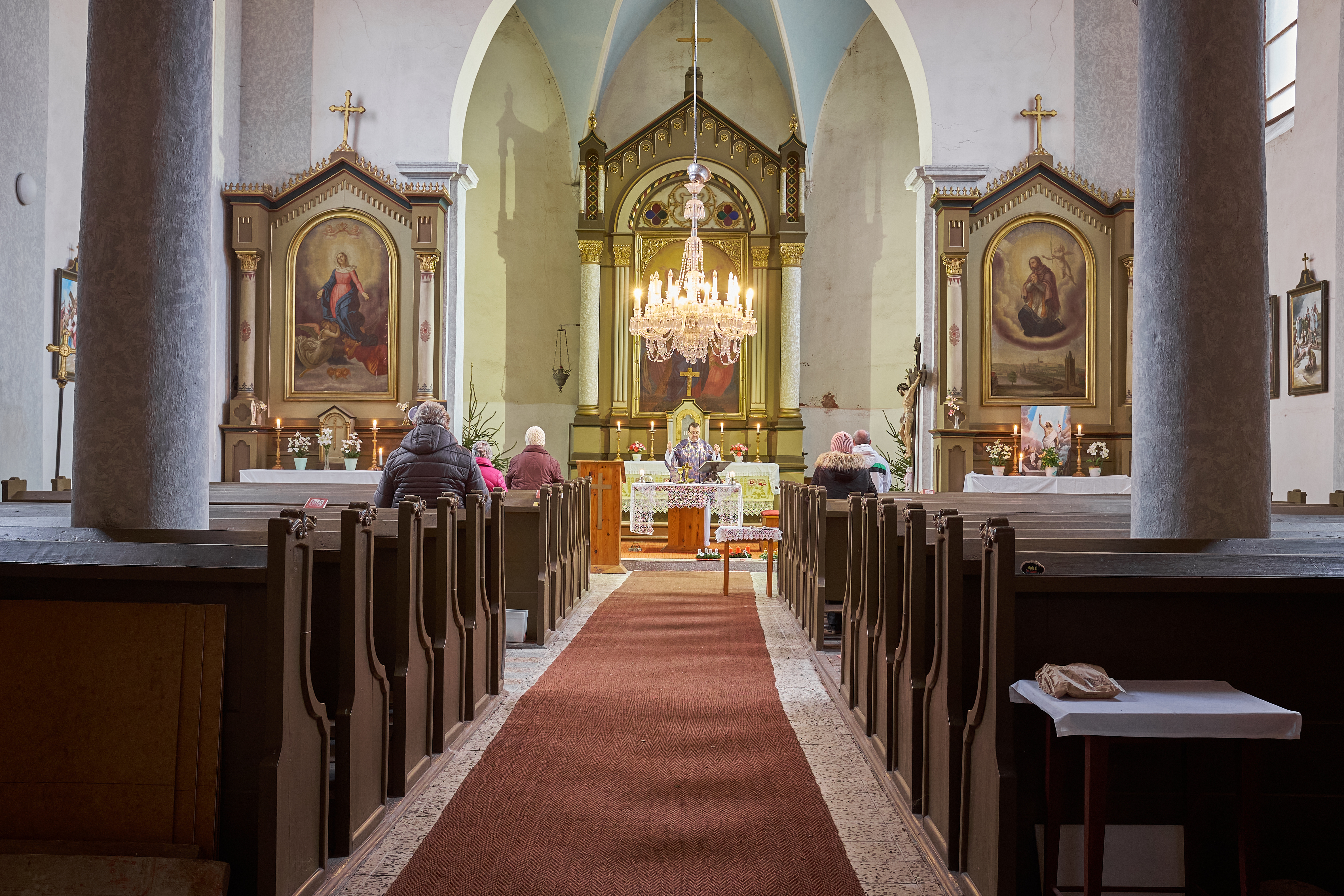
Pohled od hlavního vchodu

Kostel má celkem strohý interiér, vybavení svatostánku bylo zničeno při ničivém požáru roku 1861. Požáru podlehl i oltářní obraz z roku 1673. Ten zachycoval kromě jiného místní minerální závody Svaté Trojice. Zničena byla rovněž freska s motivem Nejsvětější Trojice od malíře Eliáše Dollhopfa. Nový mobiliář kostela pochází z velké části z období po požáru. Obraz hlavního oltáře vytvořil roku 1862 malíř a profesor Rudolf Müller, výrazný představitel Tkadlíkovy školy, autor mnoha obrazů s náboženskou a historickou tematikou. Obrazy bočních oltářů pochází od akademického malíře Johanna Christopha z Teplé. Obraz na evangelní straně zobrazuje Nanebevzetí Panny Marie, na epištolní straně svatého Jana Nepomuckého s vedutou části Prahy a Karlova mostu. Řezbářské práce včetně kazatelny, zpovědnice a bočních oltářů jsou dílem Antona Hahna z Čisté. Nové zvony nahradily původní, požárem zničené. Pochází z dílny mistra zvonaře Pistoria v Chebu. Dva ze zvonů, zavěšených v roce 1862, byly v roce 1917 zrekvírovány pro válečné účely, podobně jako varhanní píšťaly. V červnu 1925 byl jako náhrada za původní zvony zakoupen zvon svatého Floriána z roku 1725. Ten do té doby visel v loketském farním kostele. Ve 30. letech 20. století byl doplněn ještě zvon od Richarda Herolda z Chomutova. Varhany sestavil roku 1864 chebský varhanář Ignaz Müller.